# Намцо
Намцо́ (тибетською གནམ་མཚོ་) — безстічне солоне озеро в Китаї, на Тибетському нагір'ї, на північ від центру Лхаси, на висоті понад 4700 м. Площа 1920 км².
Озеро є залишком древньої великої водойми, яка існувала тут в льодовикову епоху. Льодовики в той час спускались з гір дуже низько, танули в міжгірних улоговинах, де утворилась велетенська водойма.
Біля озера є ансамбль ламаїстських монастирів.